# Aristea latifolia
Aristea latifolia är en irisväxtart som beskrevs av Gwendoline Joyce Lewis. Aristea latifolia ingår i släktet Aristea och familjen irisväxter. Inga underarter finns listade i Catalogue of Life.